# مقاطعة كامبل (فيرجينيا)
 مقاطعة كامبل  (بالإنجليزية:  Campbell County)‏ هي إحدى المقاطعات في ولاية فيرجينيا في الولايات المتحدة الأمريكية.

## أعلام
- يوجين ديفيس سوندرز
- أرميستيد ليندسي لونغ
- جون مارشال كليمنس
- باتريك هنري بروس
- سارة لويز ديلاني